# Le Cheik (roman)
Pour les articles homonymes, voir Le Cheik.
Le Cheik (titre original : The Sheik) est un roman d'amour rédigé par l'écrivain britannique Edith Maude Hull. Paru en 1919 au Royaume-Uni, il obtient un énorme succès et est reconnu comme l'un des précurseurs du roman d'amour populaire moderne. Il fait l'objet d'une adaptation cinématographique deux ans plus tard avec Rudolph Valentino dans le rôle-titre.

## Résumé
Dans la ville algérienne Biskra, la belle et glaciale Lady Diana Mayo brave les conventions en refusant de se marier pour conserver son indépendance et en voulant parcourir le désert. Cependant, elle attire la convoitise du Cheik Ahmed Ben Hassan qui l'enlève et la garde prisonnière dans sa tente en plein milieu du désert. Implacable et dominateur, le Cheik s'impose à la jeune femme. Malgré ses supplications et sa tentative d'évasion, Diana n'arrive pas à se libérer et malgré elle, se sent de plus en plus attirée par son ravisseur.

## Contexte
Durant la Première Guerre mondiale, son mari étant parti se battre, Edith Maude Winstanley commence à écrire un roman sans songer à une éventuelle publication mais dans l'espoir de combler sa solitude. Après l'avoir terminé, satisfaite de son travail, elle décide de prendre un pseudonyme « E. M. Hull » et d'adresser son manuscrit à un éditeur britannique. Celui-ci est séduit par l'histoire et accepte de le publier.
Ce n'est pas la première fois que le désert sert de décor dans un roman sentimental ou d'aventures. Robert Hitchens avec The Garden of Allah (1904) et The Call of the blood (1906) ainsi que Kathlyn Rhodes avec The will of Allah (1908) et The Desert Lovers (1922) ont précédemment exploré les « propriétés mystiques du désert ». Toutefois, ces romans sont encore assez sages et ne considèrent pas le désert comme un endroit propice à la sensualité. 
À l'époque de l'écriture du roman, la figure du « Cheik anglais », un occidental qui s'habille avec les vêtements flottants d'un chef arabe est déjà populaire et présent dans l'imagination britannique. Ainsi, le réalisateur Thomas Lowell accorde une large part aux aventures de Thomas Edward Lawrence alias Lawrence d'Arabie dans un film documentaire consacré à la Première Guerre mondiale et sorti en 1919. 
Les personnages parlent en français car à l'époque du roman, l'Algérie était une colonie française : « Sans réfléchir, elle s'était adressée à lui en français. Et il lui avait répondu dans la même langue. »

## Le Cheik: l'anti-héros du roman d'amour

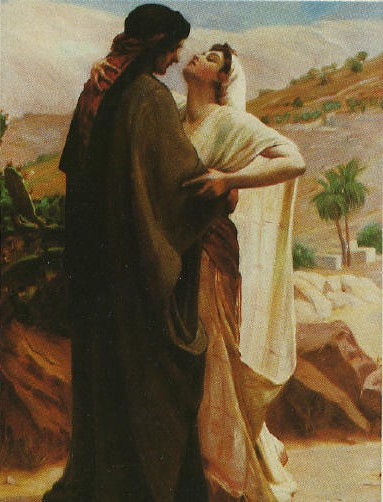
Passionate encounter de Frederick Goodall RA

Le Cheik entre dans la catégorie des héros sombres des romans d'amour. Sa virilité est présentée de manière incontestable et sa sensualité est palpable. Tout en lui est dur, angulaire et sombre. Les mots et les phrases le concernant sont continuellement répétés : « implacable », étreinte d'acier, puissance, corps musclé etc. Il est beaucoup plus décrit que ne l'est l'héroïne. Dans l'imaginaire des lectrices et auteurs de l'époque, l'anglais ne représente pas l'amant idéal car il est trop retenu (d'où le succès au cinéma des latin lovers comme Rudolph Valentino et Ramon Novarro). Le Cheik en particulier représente une icône ou une métaphore pour l'Orient. Il s'agit d'un « vrai mâle ». Avant même de le voir, Diana est intriguée et charmée : « voix masculine profonde et sensuelle ». « Ses accents voluptueux s'attardaient sur les mots, les enveloppaient d'une chaude caresse ». Tout de suite, il attire son attention. Même son soupirant en est très étonné. 
Au début du roman, le soupirant de Diana Mayo est un anglais qui s'appelle Arbuthnot. Hull accentue énormément le contraste avec le Cheik en décrivant avec insistance Arbuthnot comme un homme civilisé mais peu sûr de lui : Il rougit, « une assurance qu'il était loin d'éprouver », un homme du monde accompli, intimidé par la jeune femme, il « perd sa langue et une partie de ses moyens », voix hésitante. Il lui avoue son amour en bégayant mais Diana reste de marbre. Il n'insiste pas devant le refus de la jeune femme et se contente d'être son ami. Il lui quémande un baiser (« d'un ton pitoyable ») et là encore doit faire face à un refus catégorique.

## Accueil public et critique

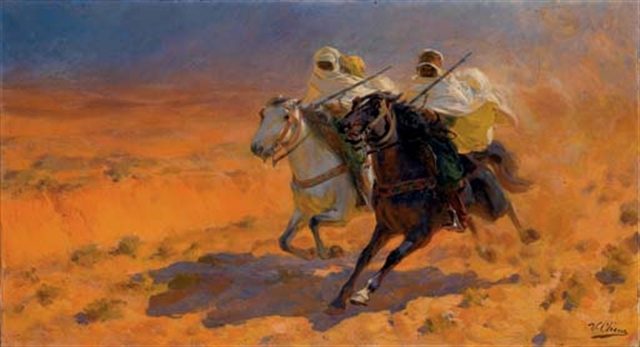
Fantasia de Checa Y Sanz Ulpiano

La sortie du roman en 1919 en Angleterre, puis en 1921 aux États-Unis fait scandale. La presse le critique violemment et l'accuse d'être immoral, absurde et même pornographique. Le New York Times estime que le livre est « choquant » bien qu'écrit avec « un haut degré de qualité littéraire », tandis qu'en Angleterre, le Literary Review le qualifie d'une « indécence toxique »,. Malgré cela, il devient un best-seller. Aux États-Unis, il représente la 6e œuvre de fiction la plus vendue de l'année 1921 et la 2e l'année suivante. Il s'est vendu à 1,2 million d'exemplaires à travers le monde et est toujours publié.

## Controverses
Même si aucune scène d'amour n'est explicitement décrite, le livre laisse entendre sans ambiguïté à plusieurs reprises que le Cheik désire l'héroïne :
« Il la contemplait avec une telle intensité, une telle avidité, qu'elle eut aussitôt la sensation de se trouver nue devant lui. »,
- Diana Mayo : « Pourquoi m'avez-vous amenée ici ? »
- Le Cheik : « Pourquoi vous ai-je amenée ici ? Bon Dieu ! N'êtes-vous pas assez femme pour vous en douter ? »,

De même, la relation entre un cheik arabe et une anglaise blanche est une nouveauté. Les relations "multiraciales" dans les romans et encore plus dans les romans d'amour sont très rares. Cela est toujours le cas aujourd'hui. Toutefois, il s'agit d'un leurre car le cheik n'est pas vraiment arabe. Comme Diana l'apprend vers la fin du roman, il est le fils d'un comte britannique et d'une noble espagnole. Dès que la vérité est dévoilée, le Cheik quitte son costume oriental et revêt des vêtements typiquement anglais dont culotte de cheval et veste de tweed.
À l'époque où Edith Maude Hull a écrit ce roman, les femmes célibataires ne devaient pas avoir de relations sexuelles. L'enlèvement et le viol, suivis de l'histoire d'amour, permettent de contourner cette règle sans que l'héroïne perde sa moralité. Toutefois, les critiques reprochent au roman d'évoquer les désirs de l'héroïne. En effet, à partir du moment où Diana comprend qu'elle est tombée amoureuse du Cheik, elle attend avec impatience leurs étreintes et s'avoue elle-même « taraudée par l'aiguillon de la chair ». Grâce au Cheik, l'héroïne prend donc véritablement conscience qu'elle est une femme et non un garçon manqué qui ne comprend pas l'intérêt d'embrasser. 
Avec l'évolution des mentalités, le roman doit désormais faire face à de nouvelles critiques. Les féministes lui reprochent d'être sadomasochiste puisque non seulement l'héroïne tombe amoureuse de son violeur, mais tout au long du roman il la terrifie. D'intrépide et indépendante au début de l'histoire, elle perd tout courage dès sa confrontation avec le Cheik : « Cette sensation l'avait d'abord intriguée. Mais à présent qu'elle la sentait monter en elle, (...), elle découvrait de quoi il s'agissait : c'était la peur. »
À partir de cet instant, la jeune femme est dévorée par l'angoisse et le désespoir, tout en remarquant la beauté de son ravisseur. Or, selon ces mêmes critiques, le roman laisse entendre que l'héroïne ne devient véritablement féminine que lorsqu'elle se soumet aux ordres du Cheik. En effet, la première fois où elle accepte de lui obéir, c'est la peur et non l'amour qui guide son geste. Comme si la nature rebelle dont elle faisait preuve avant sa rencontre avec le Cheik ne pouvait durer et n'était pas compatible avec une « femme amoureuse » et que seul un homme fort et impitoyable pouvait la remettre dans le « droit chemin ».

## Influence
L'auteur américain de romans d'amour Jayne Ann Krentz déclare « C'est le premier roman d'amour que j'ai lu et il a changé ma vie ». En 1980, les éditions J'ai lu éditent le roman sous forme de livre de poche dans la collection Les romans préférés de Barbara Cartland. 
Le Cheik est considéré comme le roman d'origine d'un nouveau sous-genre littéraire : « la fabula du désert » (Desert romance en anglais). Ce type de roman reprend toujours la même trame, l'enlèvement d'une héroïne indépendante et au caractère bien trempé par un arabe autoritaire à la « beauté sauvage ». Les tentes, le désert et les oasis font partie intégrante des récits. Les romans les plus connus sont La captive du Sahara (1988) de Penelope Neri et La fiancée captive (1977) de Johanna Lindsey.

## Suite

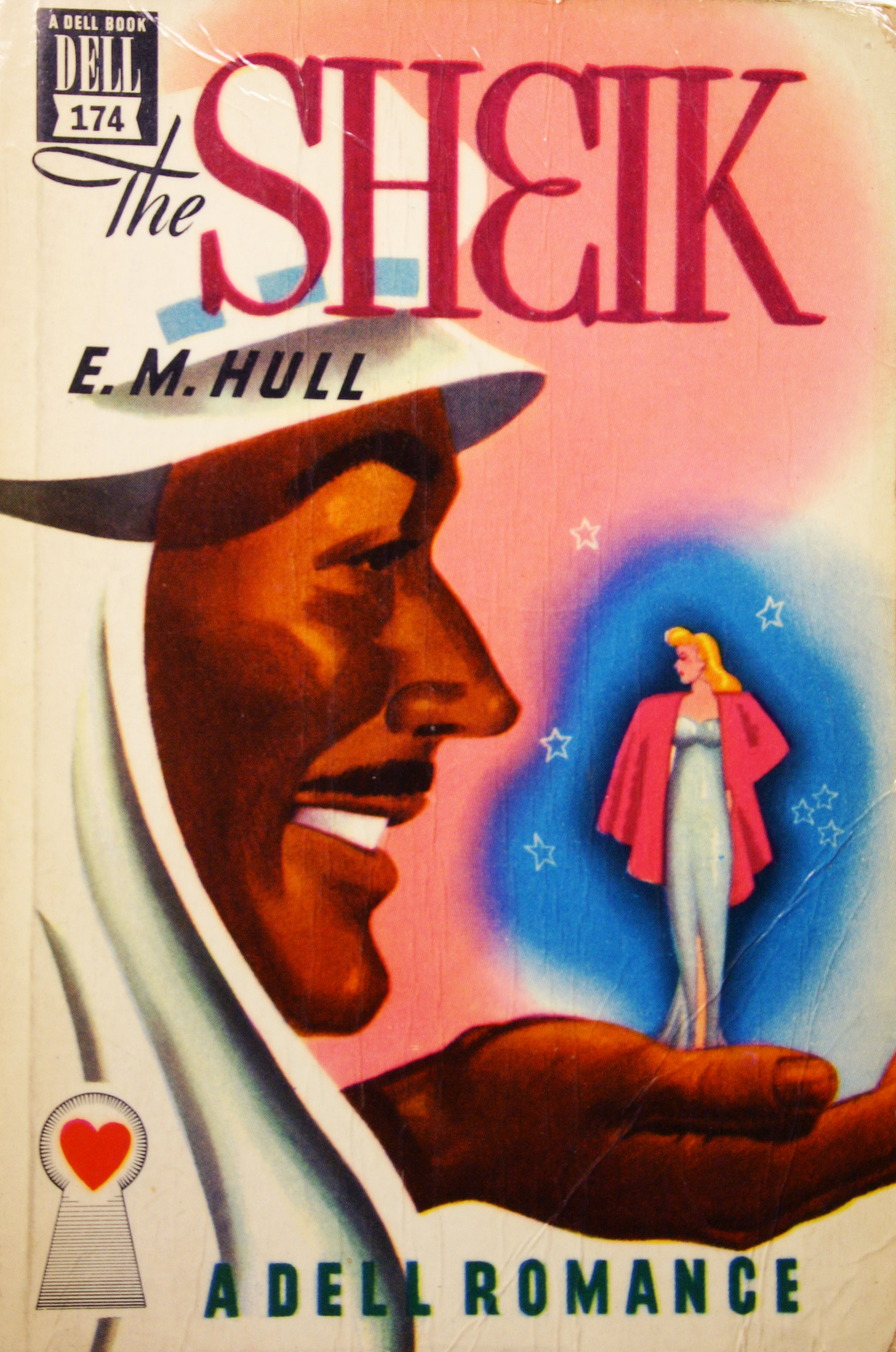
Couverture d'une adaptation en pulp, parue en 1921

En 1925, Edith Maude Hull fait paraître la suite de son roman : Le fils du Cheik (« The Sons of the Sheik »). L'histoire se passe vingt ans plus tard, Diana et le Cheik sont mariés et ont deux fils Ahmed et Caryll. Ceux-ci vont s'affronter pour la même femme. Cette fois les villes évoquées sont Touggourt et Temacine. Il fait également l'objet d'une adaptation cinématographique, Le Fils du cheik, avec toujours Rudolph Valentino qui joue le rôle du Cheik et ainsi que celui d'un des fils.

## Citations
- Diana Mayo : « Pourquoi avez-vous fait ça ? »[n 7]
- Le Cheik : « Parce que je vous voulais. Parce qu'un jour à Biskra, il y a quatre semaines, Je vous ai aperçue quelques instants, assez longtemps pour savoir que je vous voulais. Et ce que je veux, je le prends. »[n 8]